# Women's Auxiliary Air Force
La Women's Auxiliary Air Force (WAAF, ou WAAFs pour désigner ses membres) est une force féminine auxiliaire de de la Royal Air Force (RAF) durant la Seconde Guerre mondiale, fondée le 28 juin 1939. À sa force maximale, en 1943, elle comptait 180 000 membres, avec plus de 2 000 nouvelles recrues féminines par semaine.

## Historique
Une Women's Royal Air Force avait existé entre 1918 et 1920. La nouvelle WAAF, Women's Auxiliary Air Force fut créée le 28 juin 1939 par regroupement des 48 compagnies spécifiques auxiliaires de la RAF, jusqu'alors inscrites sous l'Auxiliary Territorial Service (ATS), entité de statut territorial, non affiliée aux forces armées, formée en 1938. La conscription au sein de la WAAF a ensuite lieu après le 12 juin 1941 et ne s'appliquait qu'aux femmes non mariées âgées de 20 à 30 ans. En vertu d'un acte du Parlement de décembre 1941, elles avaient le choix entre les divers services auxiliaires, ce qui pouvait impliquer le travail en usine. Quelque temps plus tard, l'exemption concernant les femmes mariées est levée. 
Les WAAFs ne servaient pas comme personnel navigant. L'utilisation de pilotes féminines fut limitée à l'Air Transport Auxiliary, qui était civil. Elles ne participaient pas non plus aux combats, bien qu'elles fussent exposées aux mêmes dangers que n'importe quels civils travaillant dans les bases militaires. Elles furent actives dans le pliage de parachutes et comme équipières de ballons de barrage, en plus de remplir des postes d'intendance, de météorologie, de radar, de transport, de téléphonie et de télégraphe.
Elles décryptèrent des codes et des chiffres, analysèrent des photos de reconnaissance et remplirent des missions de renseignements. Les WAAFs jouèrent un rôle essentiel dans le contrôle sol-air, aussi bien dans les stations radars que dans les salles d'opérations, en tant que traceuses. Ce rôle fut vital lors de la Bataille d'Angleterre, permettant de diriger les avions de combat contre ceux de la Luftwaffe, en traçant les routes des intrus. Certaines femmes du WAAF furent recrutées par le service secret Special Operations Executive (SOE) et envoyées dans les pays occupés pour y aider la Résistance, en tant que courrier ou opératrice radio de réseaux clandestins. Par exemple, sur les cinquante femmes qui furent envoyées en France, il y eut quatorze WAAFs, dont six y laissèrent la vie : Yolande Beekman, Muriel Byck, Noor Inayat Khan, Cecily Lefort, Lilian Rolfe, Diana Rowden. Elles sont honorées au mémorial de Valençay parmi les 104 agents de la section F du SOE morts pour la France.
Les infirmières appartenaient à la Princess Mary's Royal Air Force Nursing Service (PMRAFNS). Les officiers féminins de la branche médicale et dentaire étaient nommés dans la Royal Air Force et y détenaient des grades. 
Les WAAFs étaient payées deux-tiers du salaire de leur équivalent masculin[réf. nécessaire].
À la fin de la Seconde Guerre mondiale, l'effectif de la WAAF déclina et l'effet de démobilisation provoqua le départ de milliers de femmes. Le reliquat, au nombre de quelques milliers, fut renommé en Women's Royal Air Force le 1er février 1949

## Grades
| WAAF Pattern 1           | WAAF Pattern 2            | Grade équivalent RAF       |
| ------------------------ | ------------------------- | -------------------------- |
| Aircraftwoman 2nd Class  | Aircraftwoman 2nd Class   | Aircraftman 2nd Class (en) |
| Aircraftwoman 1st Class  | Aircraftwoman 1st Class   | Aircraftman 1st Class (en) |
|                          | Leading Aircraftwoman     | Leading Aircraftman (en)   |
| Assistant Section Leader | Corporal                  | Corporal                   |
| Section leader           | Sergeant                  | Sergeant                   |
| Senior Section Leader    | Flight sergeant           | Flight sergeant (en)       |
|                          | Under Officer             | Warrant officer            |
| Company Assistant        | Assistant Section Officer | Pilot officer              |
| Deputy Company Commander | Section officer           | Flying officer             |
| Company Commander        | Flight officer            | Flight Lieutenant          |
| Senior Commandant        | Squadron Officer          | Squadron Leader            |
| Chief Commandant         | Wing Officer              | Wing commander             |
| Controller               | Group Officer             | Group captain              |
| Senior Controller        | Air Commandant            | Air commodore              |
|                          | Air Chief Commandant      | Air Vice-Marshal           |

## Directrices
- Jane Trefusis Forbes (en), juin  1939-octobre 1943
- Mary Welsh (en), octobre 1943-novembre 1946
- Felicity Hanbury (en), décembre 1946-janvier 1949